# Bính Thìn
Bính Thìn (chữ Hán: 丙辰) là kết hợp thứ 53 trong hệ thống đánh số Can Chi của người Á Đông. Nó được kết hợp từ thiên can Bính (Hỏa dương) và địa chi Thìn (rồng). Trong chu kỳ của lịch Trung Quốc, nó xuất hiện trước Đinh Tỵ và sau Ất Mão.

## Các năm Bính Thìn
Giữa năm 1700 và 2200, những năm sau đây là năm Bính Thìn (lưu ý ngày được đưa ra được tính theo lịch Việt Nam, chưa được sử dụng trước năm 1967):
- 1736
- 1796
- 1856
- 1916 (3 tháng 2, 1916 – 22 tháng 1, 1917)
- 1976 (31 tháng 1, 1976 – 17 tháng 2, 1977)
- 2036 (28 tháng 1, 2036 – 14 tháng 2, 2037)
- 2096 (25 tháng 1, 2096 – 11 tháng 2, 2097)
- 2156